# Kürosz Babilóniában
A Kürosz Babilóniában (olaszul Ciro in Babilonia) Gioachino Rossini kétfelvonásos operája. Szövegkönyvét Francesco Aventi írta. Ősbemutatójára 1812. március 14-én került sor a ferrarai Teatro Communaleban.

## Szereplők
| Szereplő                     | Hangfekvés   |
| ---------------------------- | ------------ |
| Baldassare, Asszíria királya | tenor        |
| Ciro, Perzsia királya        | alt          |
| Almira, Ciro felesége        | szoprán      |
| Argene, Almira bizalmasa     | mezzoszoprán |
| Zambri, babilóniai herceg    | basszus      |
| Arbace                       | tenor        |
| Daniele, próféta             | tenor        |
| Ernesto,                     | basszus      |